# 2011 في كندا
فيما يلي قوائم الأحداث التي وقعت خلال عام 2011 في كندا.

## رياضة
- 12 يونيو – جائزة كندا الكبرى 2011 الفائز جنسن باتون.
- 9 سبتمبر – جائزة كيبيك الكبرى للدراجات 2011 الفائزون فيليب جيلبير، ريغوبيرتو أوران، روبرت جاسنك.
- 9 سبتمبر – جائزة مونتريال الكبرى للدراجات 2011 الفائزون فيليب جيلبير، روي كوستا، بيريك فيدريجو.

## أفلام
من الأفلام التي صدرت هذه السنة في كندا:
- 1 يناير – توكر وديل يواجهان الشر من إخراج إيلي كرايغ.
- 1 يناير – ذات الرداء الأحمر من إخراج كاثرين هاردويك.
- 1 يناير – زجاجة في بحر غزة من إخراج Thierry Binisti  [لغات أخرى]‏.
- 1 يناير – فخ غوانتانامو من إخراج Thomas Wallner [الإنجليزية]‏.
- 1 يناير – في الليل يرقصن
- 1 يناير – لقاءات القبور من إخراج The Vicious Brothers [الإنجليزية]‏.
- 1 يناير – منزل الأحلام من إخراج جيم شيريدان.
- 11 مارس – شيفرة مصدرية من إخراج دنكان جونز.
- 8 أغسطس – السيد لزهر من إخراج فيليب فالاردو.
- 12 أغسطس – 30 دقيقة أو أقل من إخراج روبن فليشر.
- 2 سبتمبر – طريقة خطيرة من إخراج ديفد كروننبرغ.
- 9 أكتوبر – وقت القاهرة من إخراج ربا ندا.

## برامج ومسلسلات وأنمي
- ماني الحرفاني
- كارل وكارل

## موسيقى

### ألبومات
من الألبومات التي صدرت هذه السنة في كندا:
- 8 مارس – وداعا للتهليل من غناء آفريل لافين.

## وفيات

### مايو
- 7 مايو – ويلارد بويل (مواليد 1924)

### سبتمبر
- 15 سبتمبر – فرانسيس باي (مواليد 1919) ممثلة كندية.
- 30 سبتمبر – رالف ستاينمان (مواليد 1943)